# Harris (Nueva York)
Harris es un área no incorporada (o aldea) ubicada en el condado de Sullivan en el estado estadounidense de Nueva York.

## Geografía
Harris se encuentra ubicado en las coordenadas 41°42′51″N 74°43′35″O / 41.71417, -74.72639.